# Ait Ouallal (Meknès)
Ait Ouallal (en àrab أيت ولال, Ayt Wallāl; en amazic ⴰⵢⵜ ⵡⴰⵍⵍⴰⵍ) és una comuna rural de la prefectura de Meknès, a la regió de Fes-Meknès, al Marroc. Segons el cens de 2014 tenia una població total de 5.330 persones.